# Karim Hossam
Karim Hossam (arabisch كريم حسام, DMG Karīm Ḥusām; * 8. April 1994 in Gizeh) ist ein ehemaliger ägyptischer Tennisspieler.

## Karriere
In seiner Jugend galt Karim Hossam als größtes Tennistalent Ägyptens. Er spielte in den Hauptrunden der Juniorenwettbewerbe aller vier Grand-Slam-Turniere, wobei sein größter Erfolg war, dass er das Viertelfinale im Juniorenturnier der US Open 2011 erreichte. Dies verlor er gegen Kyle Edmund. Seine höchste Platzierung in der Junioren-Tennisweltrangliste war der 11. Platz im März 2012.
Im Profibereich spielte Hossam hauptsächlich auf der ATP Challenger Tour und der ITF Future Tour. Er feierte in seiner Karriere vier Einzelsiege, alle 2013, auf der Future Tour und einen Doppelsieg im Jahr 2015. Nach seinen Titeln im Einzel erreichte er auch mit Platz 337 sein Karrierehoch in der Tennisweltrangliste. Sein einziges Match auf der ATP Tour spielte er im Januar 2014 bei den Qatar ExxonMobil Open in Doha, wo er in der Einzelkonkurrenz eine Wildcard erhielt und in der ersten Runde des Hauptfeldes gegen Richard Gasquet antrat. Er verlor die Partie in zwei Sätzen mit 5:7, 1:6. Nach diesem Match konnte er sich noch für zwei Hauptrunden von Turnieren der  ATP Challenger Tour qualifizieren, ansonsten spielte er nur Turniere der ITF Future Tour. Sein letztes Profimatch verlor Hossam im Juni 2017 durch Aufgabe bei der Qualifikation zum F27-Future-Turnier in Hammamet gegen den Franzosen Hugo Pontico.
Karim Hossam spielte zwischen 2013 und 2015 für die ägyptische Davis-Cup-Mannschaft. Für diese trat er in fünf Begegnungen an, wobei er im Einzel eine Bilanz von 1:1 und im Doppel von 4:0 aufzuweisen hat.

## Wettskandal
Im Juni 2017 wurde Karim Hossam von Ermittlern der Tennis Integrity Unit (TIU) verhört, weil er verdächtigt wurde, in Spielmanipulationen auf der ITF Future Tour verwickelt zu sein. Er wurde zunächst vorläufig für Profi-Turniere gesperrt. In den folgenden sechs Monaten räumte Hossam bei den Befragungen ein, seit 2013 die Ergebnisse eigener Matches beeinflusst zu haben, erstmals bei einem Turnier in Scharm asch-Schaich. Außerdem habe er andere Tennisspieler rekrutiert. Bei diesen manipulierten Matches wurde Spielern Geld geboten, damit sie einzelne Sätze oder ganze Matches absichtlich verloren. Auf diese Weise fungierte Hossam als Bindeglied zwischen Wettmafia und Tennisspielern.
Am 3. Juli 2018 folgte Karim Hossams lebenslange Sperre für professionelle Tennisturniere; zudem musste er eine Strafe von 15.000 US-Dollar zahlen. Die BBC meldete, sie habe vertrauliche Informationen darüber, dass Hossam auch nach seiner Sperre in Wettmanipulationen im Tennissport verwickelt sei.
Sein jüngerer Bruder Youssef Hossam wurde im Mai 2020 ebenfalls lebenslänglich vom Profitennis gesperrt, weil er von 2015 bis 2019 in Manipulationen von Tennismatches involviert war.